# Ron Cyrus
 (mars 2021).
Si vous disposez d'ouvrages ou d'articles de référence ou si vous connaissez des sites web de qualité traitant du thème abordé ici, merci de compléter l'article en donnant les références utiles à sa vérifiabilité et en les liant à la section « Notes et références ».
Pour les articles homonymes, voir Cyrus.
Ron Cyrus, de son nom complet Ronald Ray Cyrus, né le 10 juillet 1935 et mort le 28 février 2006, est un homme politique américain démocrate du Kentucky, surtout connu pour être le père du chanteur de musique country Billy Ray Cyrus et le grand-père des chanteuses Miley Cyrus et Noah Cyrus.

## Biographie
Il naît le 10 juillet 1935 à Flatwoods, dans le Kentucky, état américain à la limite du Midwest et du Sud profond, fils de Verlina Adeline (née Hay) et Eldon Lindsey Cyrus (1895 - 1975). Il est élu en 1975 à la Chambre des représentants du Kentucky, la chambre basse de l'Assemblée générale du Kentucky, le parlement de cet état américain pour le 98e district législatif qui recoupe le comté de Greenup, dans le nord-est du Kentucky. Après 11 mandats consécutifs et 21 ans, il se retire de la politique en 1996.
Cyrus avait servi au sein de l'US Air Force au Japon. Il avait été employé comme monteur-régleur chez Armco Steel Ashland Works et avait été le secrétaire exécutif et le trésorier du syndicat AFL-CIO pour le Kentucky de  1984 à 1986. Impliqué dans plusieurs activités bénévoles, il fut fait Kentucky colonel (en), un titre honorifique accordé à ceux qui ont servi l'État. 
Il meurt le 28 février 2006, à l'âge de 70 ans, d'un cancer du poumon. Il est enterré avec le reste de la famille Cyrus à Louisa, dans le Kentucky.
Sa petite-fille Miley Cyrus lui rend hommage dans sa chanson I miss you dans son album Hannah Montana 2: Meet Miley Cyrus sorti en 2007. Elle fera également changer son second prénom en Ray (Miley Ray Cyrus) en sa mémoire. 